# Edward Hore
Edward Hore (Knightsbridge, 17 novembre 1849 – ...) è stato un velista britannico.
Partecipò ai giochi della II Olimpiade di Parigi nel 1900, in cui vinse due medaglie. Nella gara della classe da tre a dieci tonnellate vinse la medaglia d'oro a bordo di Bona Fide mentre nella gara della classe da dieci a venti tonnellate vinse la medaglia di bronzo a bordo di Laurea.

## Palmarès
| Anno | Manifestazione | Sede   | Evento           | Risultato |
| ---- | -------------- | ------ | ---------------- | --------- |
| 1900 | Olimpiadi      | Parigi | Classe 3-10 ton  | Oro       |
| 1900 | Olimpiadi      | Parigi | Classe 10-20 ton | Bronzo    |